# Meixler Ildikó
Meixler Ildikó (Budapest, 1946. szeptember 28. – Budapest, 2020. augusztus 21.) magyar bábművész, színésznő.

## Életpályája
Színészcsaládba született, édesapja Máriáss (Meixler) József, testvére Máriáss Melinda. A Bábszínészképző Tanfolyamot 1972-ben végezte el. Pályáját az Állami Bábszínházban kezdte, majd 1979-től szabadfoglalkozású művésznő volt. 1981-től a Mikroszkóp Színpad színésznője volt. 1986-tól visszatért az Állami Bábszínház társulatához. 1992-től a Kolibri Színház művésze. Kesztyűs bábot tanított a Kolibri bábszínészképző stúdiójában. Szerepelt játékfilmekben is, televíziós nívódijat kapott 1980-ban és 1983-ban.

## Fontosabb szerepei
- Grimm fivérek – Szilágyi Dezső: Jancsi és Juliska... Juliska
- Petőfi Sándor – Szilágyi Dezső: János vitéz... Iluska
- Kodály Zoltán – Szilágyi Dezső: Háry János... Császárné
- Szpernaszkij – Jékely Zoltán: Világszépe... Világszépe
- Rudyard Kipling: A dzsungel könyve... Farkas anyó
- Erich Kästner – Horváth Péter: Május 35... Bohóc
- William Shakespeare: A vihar... Szellem Prospero szolgálatában
- William Shakespeare: Merlin születése, avagy a gyermek meglelte atyját... Gloster gróf, Edwin apja; Egy kis kótyagos szellem; Hecaté
- Hans Christian Andersen: A rút kiskacsa... Kiskacsa; Vadkacsa; A rút kiskacsa tükörképe; Pacsirta;
- Tóth Eszter: Piroska és a három kismalac... Nyafi
- Csukás István: Süsü, a sárkány... Kiskirályfi; Petrence király
- Urbán Gyula: Hupikék Péter... Hupikék Péter
- Pozsgai Zsolt: Bakkfy és a csúnya királykisasszony... Nyú, nyúl
- Hárs László: Hencidai csetepaté... Tini
- Döbrentey Ildikó: Motoszkák... Csuszka
- Valami változik; Kutyák (kabaré)... szereplő
- Értem? (kabaré)... szereplő

## Filmek, tv
- Zsebtévé (1977)
- Csúzli (sorozat) Amilyen a stílus, olyan az ember című rész (1978)
- Futrinka utca (sorozat) (1979)
- Kunkori és a kandúrvarázsló (1980)
- A nagyeszű sündisznócska (1981)
- Százszorszép (1982)
- Minibocs (1983)
- Nyúl a cilinderben (1983)
- Süsü, a sárkány kalandjai (1980-1984) – Kiskirályfi hangja
- Már megint a 7.B.! (1985)
- Kicsi a bors… (sorozat) Vámpír a kutyaólban című rész (1985)
- Dörmögőék kalandjai (sorozat) (1987)

## Önálló est
- Turgudsz irgigy bergeszérgélni? Kássa Melindával közösen (Mikroszkóp Színpad)